# 宮崎市立東大宮中学校
宮崎市立東大宮中学校（みやざきしりつひがしおおみやちゅうがっこう）は、宮崎県宮崎市にある公立中学校。

## 沿革
- 1982年4月1日 - 宮崎市立東大宮中学校として開校
- 1982年6月11日 - 開校式を挙行。
- 1982年7月10日 - プール竣工。
- 1983年3月1日 - 校歌制定。
- 1983年5月20日 - 校章制定。
- 1983年5月28日 - 制服制定。

## 概要
- 生徒数548名
- 学級数20個（通常学級15、特別支援学級5）
- 職員数46名

（2024年4月1日現在）

## 通学区域
- 東大宮小学校 通学区域
- 宮崎東小学校 通学区域
- 住吉南小学校 通学区域の一部

## 交通
- 宮崎交通バス「東大宮コミュニティセンター」停留所下車徒歩2分。

## 行事
- 体育大会
- 文化発表会・校内合唱コンクール
- 立志式(二年生)
- 福祉体験学習(一年生)
- 職業体験学習(二年生)
- 修学旅行(二年生)

## 生徒会活動・部活動など
- 生徒会活動
  - 役員
    - 執行部8名
    - 全校専門委員長（学習・生活・文化・保体・給食・美化・図書・ボランティア）8名

  - 生徒会スローガン
    - 「 煌躍(こうやく) ～輝け 希望を胸に～」（2024年度）
- 部活動
  - 野球部(女子も入部可)
  - サッカー部
  - 男子バスケットボール部
  - 女子バスケットボール部
  - 男子バレーボール部
  - 女子バレーボール部
  - 男子ソフトテニス部
  - 女子ソフトテニス部
  - 陸上競技部
  - 男子卓球部
  - 女子卓球部
  - 水泳部（男女）
  - 吹奏楽部
  - 美術部
  - パソコン部
- 校外活動
  - 新体操
  - 体操
  - 柔道
  - 空手道
  - バドミントン
  - 硬式テニス
  - 弓道

## 著名な関係者
- 宝寿栄 - 柔道家
- 宝真由美 - 柔道家
- 興梠慎三 - サッカー選手 （浦和レッズ）
- 渡辺創 - 衆議院議員

## 制服
- 男子
  - 冬服は標準的な学生服上下である。
  - 夏服はカッターシャツ、スラックスである。
- 女子
  - 冬服はセーラー服上下である。
  - 夏服はブラウス、吊りスカートである。